# Инсар (град)
Инсар (рус. Инсар) град је у Русији у Мордовији. Према попису становништва из 2010. у граду је живело 8687 становника.

## Становништво
| 1939. | 1959. | 1970. | 1979. | 1989. | 2002. | 2010. |
| ----- | ----- | ----- | ----- | ----- | ----- | ----- |
| 5.600 | 5.844 | 8.189 | 9.034 | 9.275 | 8.951 | 8.687 |